# Макрель (подводная лодка)
«Макрель» — российская подводная лодка типа «Касатка», входившая в состав флота в 1908—1925 годах.

## История строительства
Имя «Макрель» было присвоено заложенному на Балтийском заводе миноносцу 31 мая (13 июня) 1904 года. 14 (27) августа того же года корабль был спущен на воду. В сентябре были начаты испытания, причём «Макрель», в отличие от остальных кораблей серии, единственная получила два бензиновых двигателя по 400 л. с. Они увеличили её скорость надводного хода с 8,5 (у остальных кораблей серии) до 11,5 узлов. В 1906 году «Макрель» переклассифицирована в подводную лодку. В 1908 году, после доработки конструкции по результатам испытания головной «Касатки», в ходе которой была установлена средняя рубка и увеличена площадь горизонтальных рулей, «Макрель» вошла в строй.

## История службы
Первым местом службы корабля стал Учебный отряд подводного плавания, дислоцировавшийся в Либаве, причём лодка была зачислена в него ещё в 1907 году, до вступления в строй. «Макрель» прибыла к месту службы в июне 1909 года, и тем же летом приняла участие в испытаниях торпедных аппаратов конструкции Джевецкого-Подгорного. В 1910 году перечислена в отряд подводного плавания Балтфлота. В том же году во время учебной атаки броненосца"Цесаревич" не удержала глубину и стала набирать глубину, аварийно всплыла.
В 1911 году «Макрель» прошла капитальный ремонт и модернизацию, в ходе которых два 400-сильных бензиновых двигателя были заменены одним 120-сильным дизелем завода Нобеля. В 1912 году на лодке был установлен прибор подводной передачи сигналов конструкции Ниренберга.
С 1914 года «Макрель» снова переведена в учебный отряд. Во время Первой мировой войны базировалась на Мариэхамн и Або, несла прибрежную дозорную службу, совершила 10 кратковременных боевых походов.
К концу 1917 года корабль, нуждавшийся в капитальном ремонте, перешёл в Петроград. Балтийский завод произвёл ремонт «Макрели» в 1918 году, после чего она была переведена по Волге на Каспий, базировалась на Астрахань. В 1919 году участвовала в боевых столкновениях с английскими и белогвардейскими пароходами, оружие не применяла. В 1919—1920 годах совершила переход по Волге из Астрахани в Нижний Новгород и обратно. Из-за мелководья осталась на зимовку близ Казани. В середине 1920 года, после завершения боевых действий на Каспии, направлена на Чёрное море, однако так туда и не прибыла. В 1922 году сдана в порт Баку на хранение, в 1925 году была списана и разделана на металл.